# Jetta VS7
Jetta VS7 — це середньорозмірний кросовер, який виробляє FAW-Volkswagen для свого китайського бренду Jetta з 2020 року. 

## Огляд
Jetta VS7 була вперше представлена на Auto Shanghai у квітні 2019 року, одночасно з запуском новоствореного бренду Jetta, орієнтованого на молодь китайського бренду, названого на честь Volkswagen Jetta.  Він надійшов у продаж у Китаї в березні 2020 року.
Вироблений FAW-Volkswagen у Ченду, VS7 служить розтягнутою трирядною версією VS5.  Він використовує двигун EA211, 1,4-літровий рядний чотирициліндровий двигун з турбонаддувом, що видає 150 к.с. і 250 Нм крутного моменту.  VS7 має ту саму платформу, що й SEAT Tarraco та Škoda Kodiaq.
 

У серпні 2023 року Jetta VS7 була представлена Mammut Khodro, офіційним дистриб’ютором Volkswagen в Ірані разом з Jetta VS5 і Jetta VA3. Три моделі Jetta будуть випущені в Ірані до кінця року. 

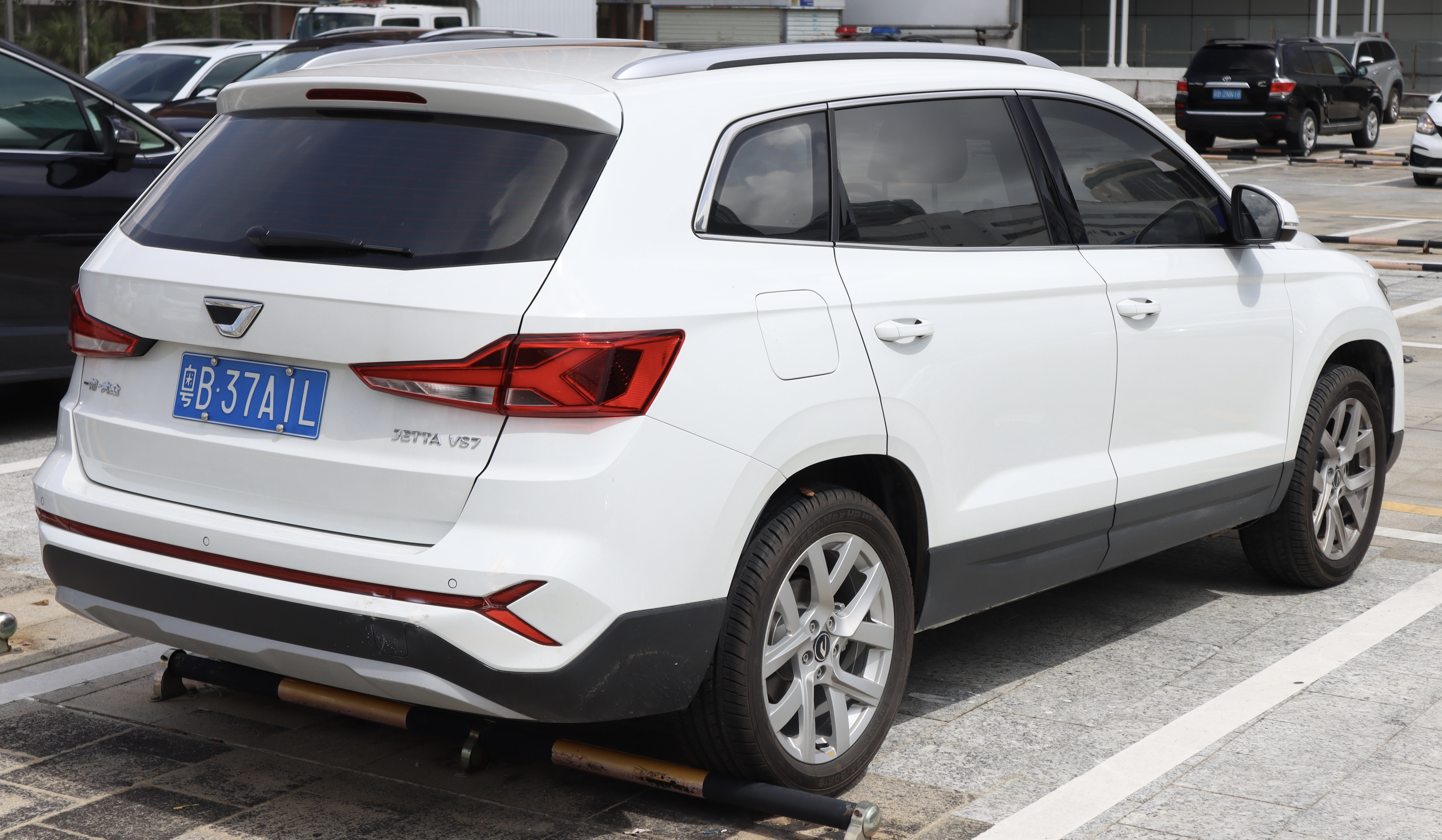
Вид ззаду
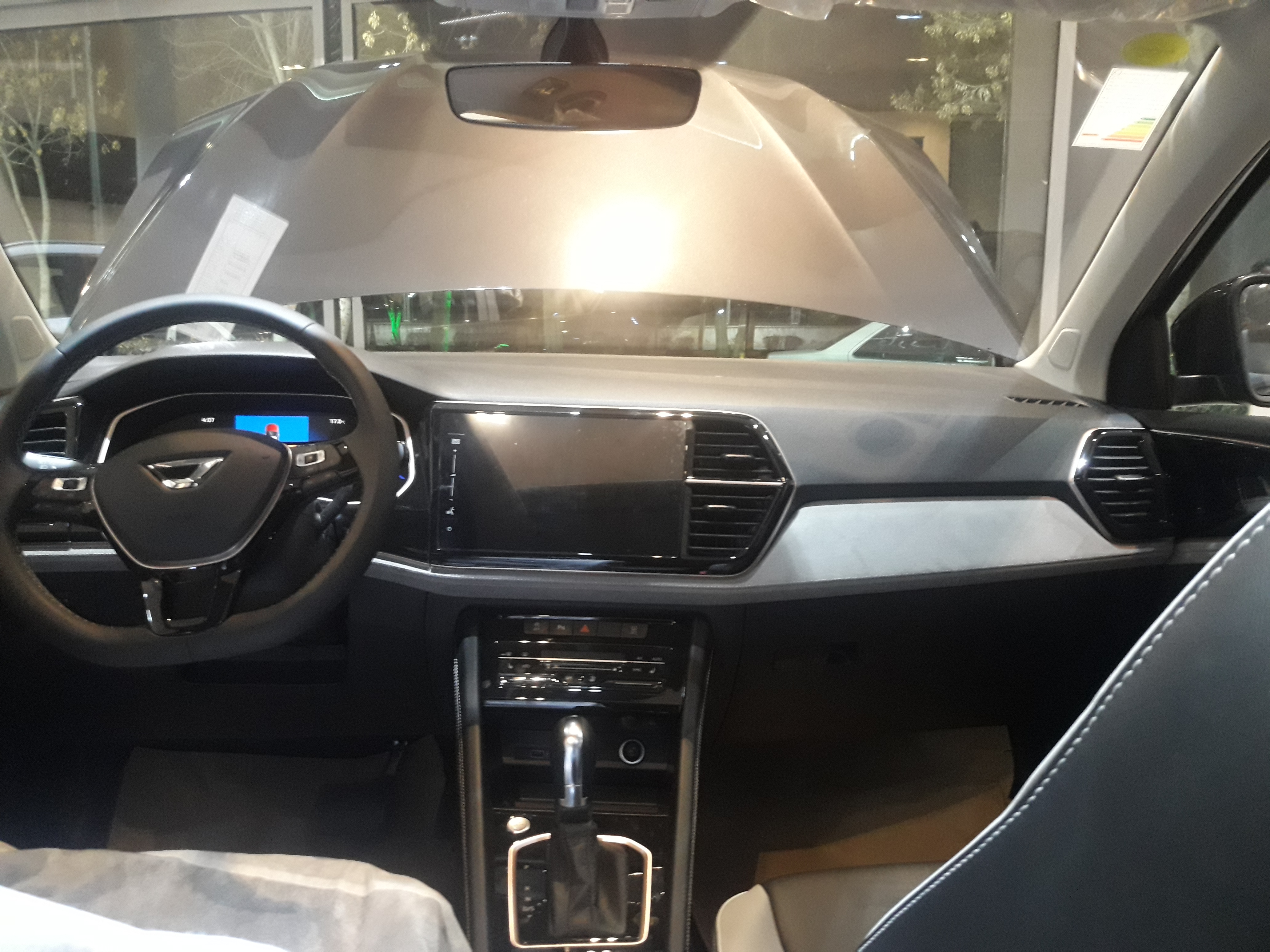
Інтер’єр